# Sofie-priset

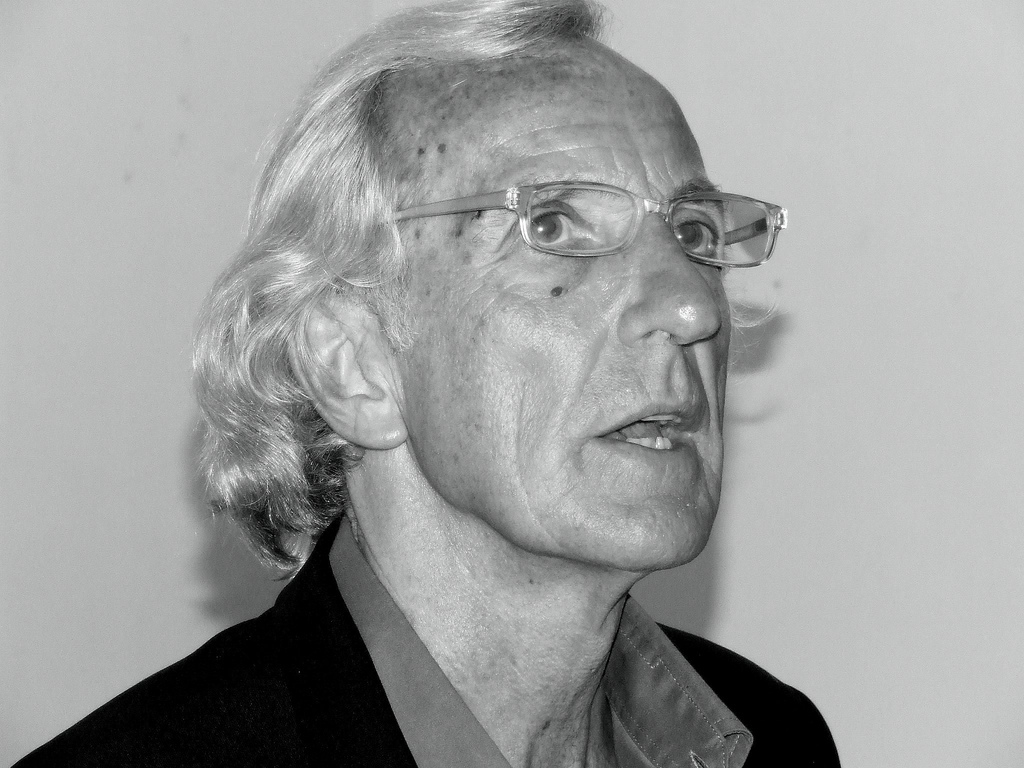
John Pilger tilldelades priset 2003.

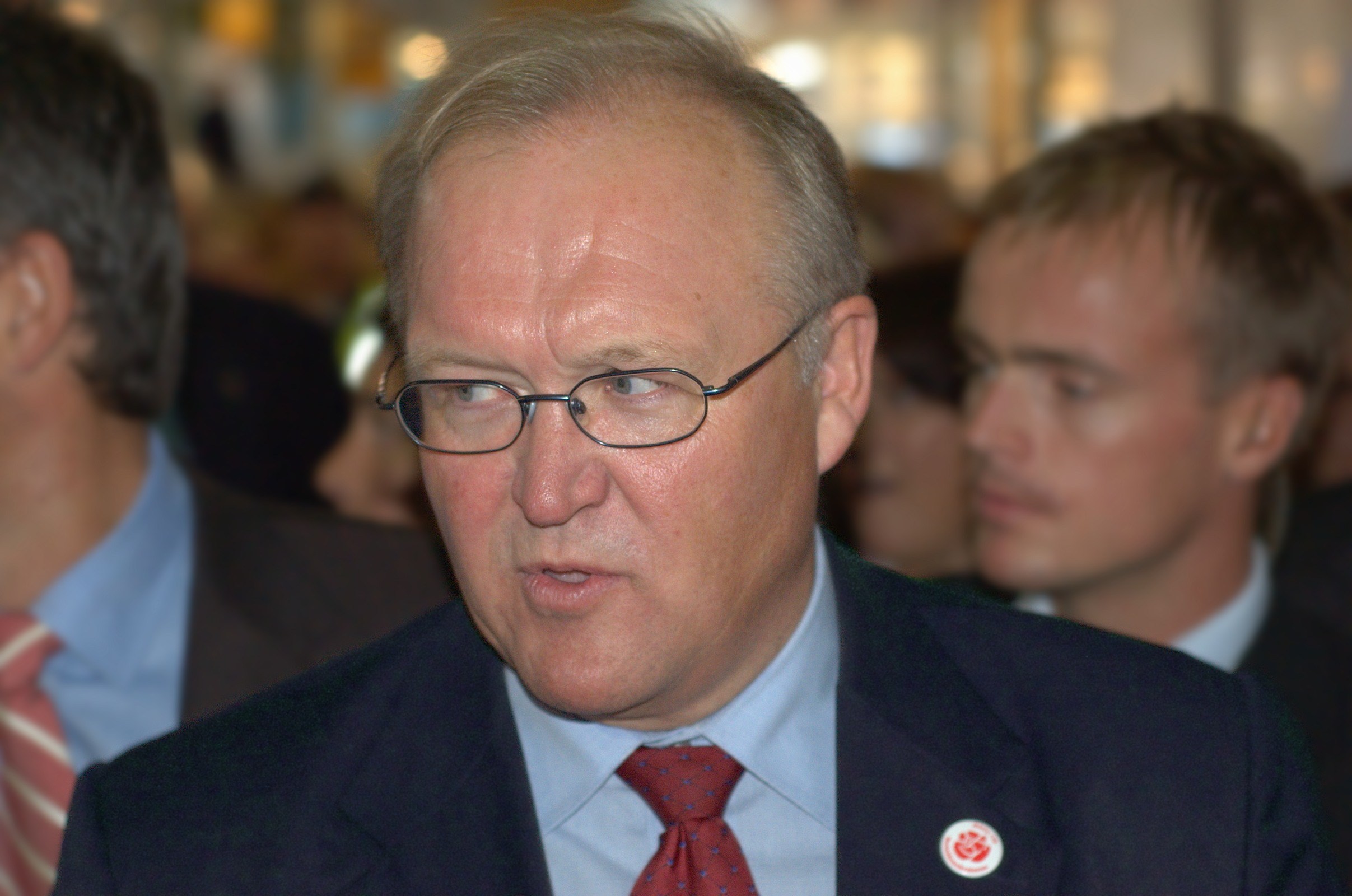
Göran Persson tilldelades priset 2007.

Sofie-priset, på norska Sofieprisen och på engelska The Sophie Prize, var ett internationellt pris som den norska Sofie-stiftelsen årligen delade ut till personer eller organisationer som arbetar för en bättre miljö och en hållbar utveckling.
Sofie-stiftelsen etablerades 1997 av författaren Jostein Gaarder och hans fru Siri Dannevig. Priset och stiftelsen uppkallades efter Gaarders roman Sofies värld. Vinnaren erhöll 100 000 amerikanska dollar. I samband med tillkännagivandet av 2013 års vinnare meddelades det att det var sista gången priset skulle delas ut, eftersom de fonderade medlen tagit slut.

## Pristagare
- 1998: Environmental Rights Action, Nigeria
- 1999: Herman Daly, USA, och Thomas Kocherry, Indien
- 2000: Sheri Liao, kinesisk journalist och miljöaktivist
- 2001: Attac, Frankrike
- 2002: Bartholomeus I, patriark av Konstantinopel sedan 1991
- 2003: John Pilger, australisk journalist och dokumentärfilmare
- 2004: Wangari Maathai, politisk miljöaktivist från Kenya
- 2005: Sheila Watt-Cloutier, kanadensisk inuitaktivist
- 2006: Romina Picolotti, argentinsk advokat och människorättsaktivist
- 2007: Göran Persson, fd svensk statsminister
- 2008: Gretchen C. Daily, amerikansk biologiprofessor
- 2009: Marina Silva, politisk miljöaktivist från Brasilien
- 2010: James Hansen, klimatforskare från USA
- 2011: Tristram Stuart, brittisk aktivist och författare
- 2012: Eva Joly, norsk-fransk korruptionsjägare, jurist och politiker
- 2013: Bill McKibben, amerikansk miljöfilosof och grundare av organisationen 350.org